# Cynebert (biskup Lindsey)
Cynebert z Lindsey (Embercus, Kinebretus; nieznana data urodzenia; zm. 732) – średniowieczny anglosaski biskup Lindsey.
Cynebert został wyświęcony na biskupa między 716 a 731 rokiem i został czwartym biskupem Lindsey. Moment jego śmierci został przez Bedę Czcigodnego w jego dziele Historia ecclesiastica gentis Anglorum datowany na 731 rok. Beda wspomina również, że biskup był dla niego źródłem cennych informacji, głównie dotyczących diecezji Lindsey i Mercji.